# Los Cabos
Los Cabos là một đô thị thuộc bang Baja California Sur, México. Năm 2005, dân số của đô thị này là 164162 người.
Los Cabos nằm ở mũi phía nam của bán đảo Baja California của Mexico, ở bang Baja California Sur. Nó bao gồm các thị xã Cabo San Lucas và San José del Cabo (thủ phủ), cũng như các hành lang nghỉ dưỡng nằm giữa hai thị trấn này. Khu vực này là từ xa và nông thôn cho đến sau thế kỷ 20, khi chính phủ Mexico đã bắt đầu phát triển ở Cabo San Lucas cho ngành du lịch, sau đó lan sang phía Đông đến thủ phủ khu tự quản. Khu vực này có sức hấp dẫn du khách nhờ khí hậu và địa lý, nơi sa mạc gặp biển, cùng với hoạt động câu cá thể thao, khu du lịch và sân golf. Ngành du lịch hiện là hoạt động kinh tế chủ yếu với hơn hai triệu du khách mỗi năm.

## San José del Cabo

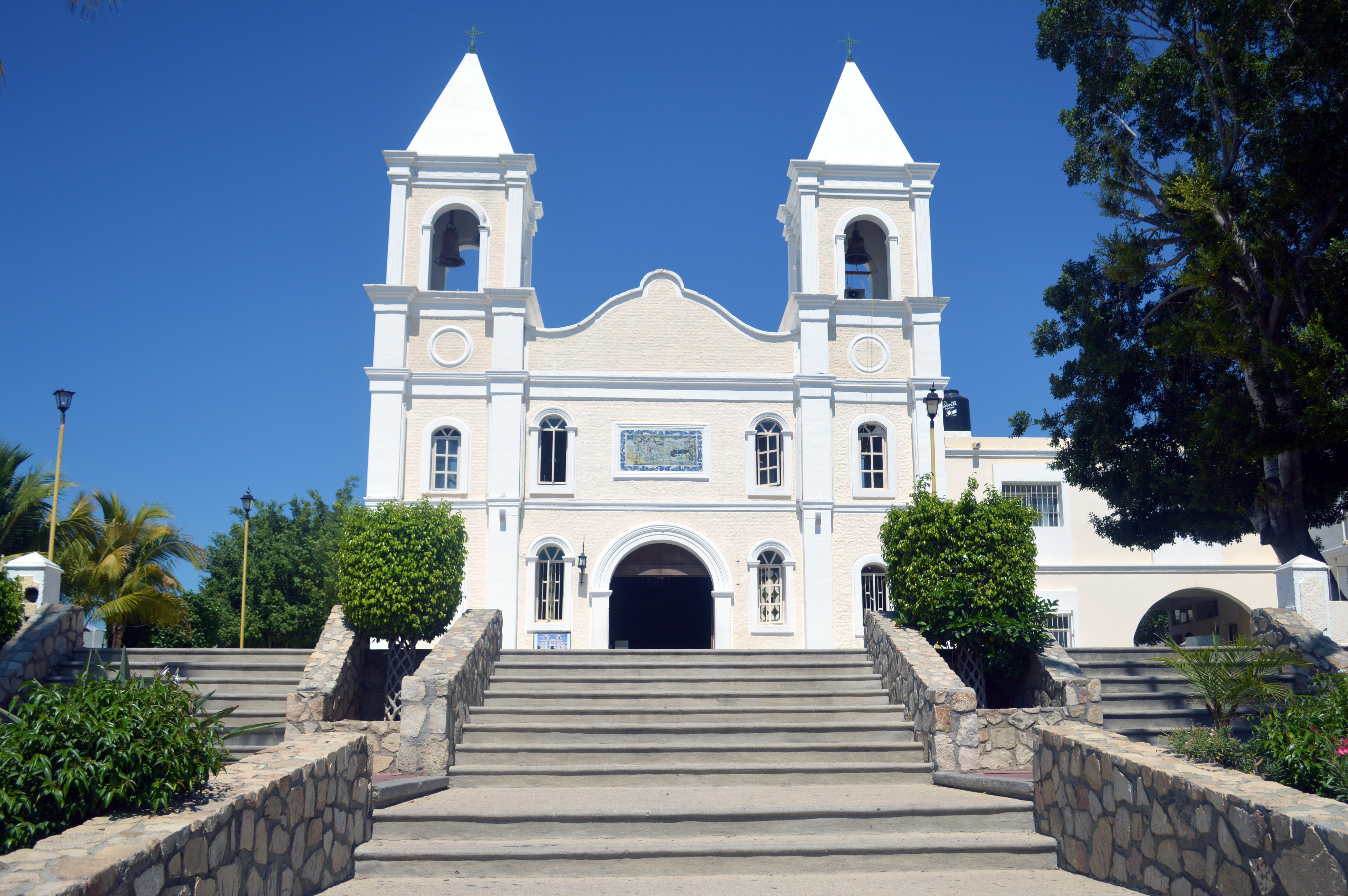
Nhà thờ San José del Cabo

Thị xã San José del Cabo tọa lạc ở chân Sierra de la Laguna, 130 km nam tây nam của La Paz, thủ phủ bang Baja California Sur. Mặc dù cơ quan chính quyền khu tự quản đóng ở Los Cabos, thị trấn này lại nhỏ hơn so với Cabo San Lucas. Tuy nhiên, nhờ các khoản đầu tư liên bang và tư nhân vào ngành du lịch, sự tăng trưởng của thị xã này nay đã giúp thị trấn này cạnh tranh với những khu nghỉ mát nổi tiếng hơn.
Sự tăng trưởng này đã được hướng bên ngoài trung tâm thị trấn, đặc biệt là ở phía nam, nơi có các bãi biển, khiến trung tâm lịch sử và yên tĩnh và hầu như không thay đổi. Hiện vẫn còn đường phố đá cuội, nhà ở gạch sống, cây jacaranda và một quảng trường trung tâm ở phía trước của một nhà thờ có từ những năm 1700, nơi mà người dân vẫn tụ tập vào buổi tối khi rời mát mẻ hơn. Một số trong những ngôi nhà lớn trong trung tâm được xây từ thế kỷ thứ 19, và hầu hết trong số này đã được chuyển đổi thành nhà hàng, phòng trưng bày nghệ thuật và cửa hàng bán đủ thứ từ đồ thủ công mỹ, bạc, đá quý địa phương và quà lưu niệm. Cảnh nghệ thuật trong thị trấn đang phát triển tốt vì du lịch và những người với căn nhà nghỉ mát. Các cửa hàng treo các bức tranh nghệ thuật, tác phẩm điêu khắc từ Mexico truyền thống, nghệ nhân và nghệ sĩ đương đại Mexico và quốc tế. Trong mùa cao điểm du lịch từ tháng 10 đến tháng 5, các phòng trưng bày nghệ thuật mở cửa về khuya. Thị trấn đã từ chối bổ sung các trung tâm mua sắm và các cửa hàng chuỗi. Ngoài ra còn có một số kiến trúc thời thuộc địa nữa, nhưng phong cách này có nhiều điểm chung với các thị trấn thuộc địa ở phía bắc vào Hoa Kỳ chứ không phải là trung bộ và nam bộ Mexico.
Ví dụ chính của kiến trúc thuộc địa ở đây là nhà thờ giáo xứ của thị trấn. Nó là một phần của Estero de las Palmas de San José del Cabo Mission, thành lập năm 1730.
Khu vực du lịch của thị trấn là khu vực nằm giữa trung tâm nội thị và bờ biển. Khu vực có một sân gôn chín lỗ và một loạt khách sạn và khu nghỉ mát nhìn ra biển, phục vụ hơn 900.000 lượt khách lưu trú khách sạn năm 2011.